# Arnel Jakupovic
Arnel Jakupovic (* 29. Mai 1998) ist ein österreichischer Fußballspieler.

## Karriere

### Verein
Jakupovic begann seine Karriere beim ASV Asparn/Zaya. 2005 wechselte er zum FC Stadlau. 2009 kam er in die Jugend des FK Austria Wien. Nachdem er zuvor auch in der Akademie gespielt hatte, debütierte er im April 2015 für die Amateure der Austria in der Regionalliga, als er am 20. Spieltag der Saison 2014/15 gegen den First Vienna FC in der 87. Minute für Michael Endlicher eingewechselt wurde.
Im Sommer 2015 wechselte Jakupovic nach England zum FC Middlesbrough. Bei Middlesbrough kam er in den U-18, U-19 und U-23 Mannschaften zum Einsatz.
Nach eineinhalb Jahren auf der Insel wechselte er im Jänner 2017 nach Italien zur U-19 des FC Empoli. Nachdem er im April 2017 erstmals im Kader der Profis gestanden war, debütierte er im Mai 2017 in der Serie A, als er am 35. Spieltag der Saison 2016/17 gegen den FC Bologna in der 88. Minute für José Mauri eingewechselt wurde. Mit dem Verein stieg er 2017 in die Serie B ab.
Im Jänner 2018 wechselte Jakupovic zu Juventus Turin, wo er jedoch in der A-Jugend zum Einsatz kam, und nicht bei den Profis. Zur Saison 2018/19 kehrte er wieder zu Empoli zurück, das inzwischen wieder in die Serie A aufgestiegen war, kam jedoch zu keinem Einsatz. kam Im Jänner 2019 kehrte er leihweise nach Österreich zurück und wechselte zum SK Sturm Graz. Für Sturm kam er zu sechs Einsätzen in der Bundesliga.
Nach dem Ende der Leihe kehrte er zur Saison 2019/20 zum inzwischen wieder zweitklassigen FC Empoli zurück. Ohne Einsatz wurde er im August 2019 nach Slowenien an den NK Domžale verliehen. Im Juli 2020 wurde er von den Slowenen fest verpflichtet und erhielt einen Vertrag bis Mai 2023. Insgesamt kam er für Domžale in dreieinhalb Jahren zu 110 Einsätzen in der 1. SNL, in denen er 32 Tore machte. Im Februar 2023 wechselte er zum Ligakonkurrenten NK Maribor. Für Maribor absolvierte er 46 Spiele in Sloweniens Oberhaus, in denen er 24 Mal traf.
Im August 2024 wechselte Jakupovic nach Kroatien zum NK Osijek.

### Nationalmannschaft
Jakupovic spielte im September 2013 erstmals für eine österreichische Auswahl. Mit der U-17-Mannschaft nahm er 2015 an der EM teil.
Im selben Jahr debütierte Jakupovic für Österreichs U-19-Team. Mit 12 Treffern ist er Rekordtorschütze der U-19-Auswahl. 2016 nahm er mit Österreich an der U-19-EM teil.
Im September 2016 absolvierte er gegen Russland sein erstes Spiel für die U-21-Auswahl. In jenem Spiel konnte er sogar den Treffer zum 1:1-Endstand erzielen.
Im August 2024 wurde Jakupovic erstmals für die A-Nationalmannschaft nominiert.